# Андре Гомеш
Андре Філіпе Тавареш Гоміш (порт. André Gomes, нар. 30 липня 1993, Порту) — португальський професіональний футболіст, центральний півзахисник клубу Прем'єр-ліги «Евертон».
Чемпіон Португалії. Володар Кубка Португалії. Володар Суперкубка Іспанії з футболу. Дворазовий володар Кубка Іспанії. Чемпіон Іспанії. Чемпіон Європи у складі збірної.

## Клубна кар'єра
Народився 30 липня 1993 року в місті Порту. Вихованець юнацьких команд футбольних клубів «Боавішта» та «Бенфіка».
У дорослому футболі дебютував 2012 року виступами за команду «Бенфіка» Б, в якій провів один сезон, взявши участь у 17 матчах чемпіонату.  У складі другої команди «Бенфіки» був одним з головних бомбардирів команди, маючи середню результативність на рівні 0,47 голу за гру першості.
З 2013 року приєднався до основної команди «Бенфіки», де відіграв наступний сезон своєї ігрової кар'єри.
До складу клубу «Валенсія» перейшов 2014 року. Відтоді встиг відіграти за валенсійський клуб 35 матчів в національному чемпіонаті.
27 липня 2016 року 22-х річний півзахисник підписав контракт на 5 років з іспанською «Барселоною». Сума трансферу з «Валенсії» склала €35 мільйонів + €20 мільйонів у вигляді різноманітних бонусів.
До складу клубу «Евертон» приєднався 2018 року. Станом на 25 вересня 2018 року відіграв за клуб з Ліверпуля 20 матчів в національному чемпіонаті. 3 листопада того ж року отримав важку травму щиколотки. Лише в середині лютого 2020 року Гоміс повернувся до тренувань з першою командою «Евертона».

## Виступи за збірні
У 2009 році дебютував у складі юнацької збірної Португалії, взяв участь у 14 іграх на юнацькому рівні, відзначившись 3 забитими голами.
У 2013 році залучався до складу молодіжної збірної Португалії. На молодіжному рівні зіграв у 10 офіційних матчах, забив 1 гол.
У 2014 році дебютував в офіційних матчах у складі національної збірної Португалії. Наразі провів у формі головної команди країни 29 матчів.
У складі збірної був учасником чемпіонату Європи 2016 року у Франції і розіграшу Кубка конфедерацій 2017 року у Росії.

## Досягнення

### Командні
«Бенфіка»
- Чемпіон Португалії: 2013–14
- Володар Кубка Португалії: 2013–14
- Володар Кубка португальської ліги: 2013–14

«Барселона»
- Володар Кубка Іспанії : 2016-17, 2017-18

Збірна Португалії
- Чемпіон Європи: 2016

### Особисті
- Увійшов до символічної команди  Ліги Європи 2013–14.